# گمینا کوبیژتسه
گمینا کوبیژتسه (به لهستانی:  Gmina Kobierzyce) یک گمینا در لهستان است که در شهرستان وروتسواف واقع شده‌است. گمینا کوبیژتسه ۱۴۹٫۱۱ کیلومتر مربع مساحت و ۱۴٬۵۰۸ نفر جمعیت دارد.